# Великопетровское сельское поселение
Великопетро́вское се́льское поселе́ние — муниципальное образование в Карталинском районе Челябинской области Российской Федерации. В рамках административно-территориального устройства муниципальное образование  соответствует административно-территориальной единице Великопетровский сельсовет.

Административный центр — село Великопетровка.

## История
Статус и границы сельского поселения установлены Законом Челябинской области от 17 сентября 2004 года № 275-ЗО «О статусе и границах Карталинского муниципального района, городского и сельских поселений в его составе»

## Население
| 2002  | 2010  | 2011  | 2012  | 2013  | 2014  | 2015  |
| ----- | ----- | ----- | ----- | ----- | ----- | ----- |
| 2313  | ↘1893 | ↘1887 | ↘1857 | ↘1842 | ↘1808 | ↘1756 |
| 2016  | 2017  | 2018  | 2019  | 2020  | 2021  |       |
| ↘1734 | ↘1717 | ↘1671 | ↘1623 | ↘1588 | ↗1794 |       |

## Состав сельского поселения
| № | Населённый пункт | Тип населённого пункта       | Население |
| - | ---------------- | ---------------------------- | --------- |
| 1 | Великопетровка   | село, административный центр | ↘1164     |
| 2 | Горная           | деревня                      | ↘202      |
| 3 | Ольховка         | посёлок                      | ↘371      |
| 4 | Татищево         | село                         | ↘156      |